# Baia del Čaun
La baia del Čaun o baia Čaunskaja (in russo Чаунская губа, Čaunskaja guba?) si trova in Russia sulla costa siberiana del Circondario autonomo della Čukotka, nel mare della Siberia orientale, a est del golfo della Kolyma e a sud di capo Šelagskij. Prende il nome del fiume Čaun che sfocia nella sua parte meridionale.

## Geografia
La baia ha una lunghezza di 140 km e una larghezza di 110 km, le acque hanno una profondità di 20 m, ad eccezione dello stretto di Pevek dove raggiungono i 31 m. La baia comunica con il mare della Siberia orientale attraverso tre stretti: Malyj Čaunskij (пролив Малый Чаунский) sul lato sud-ovest dell'isola Ajon; Srednij (пролив Средний) tra Ajon e Bol’šoj Routan; e Pevek (пролив Певек) sul lato sud-orientale delle isole Routan. Le acque della baia sono ghiacciate per gran parte dell'anno.
Nella parte sud-orientale della baia sfociano vari fiumi, i principali sono: il Čaun, il Paljavaam e l'Ičuveem.
Il nome Čaun viene dalla lingua jukaghira, (čaun significa "mare, marittimo").